# Skamieniały Las na Lesbos
Skamieniały Las na Lesbos (ang. Petrified Forest of Lesvos, gr. Απολιθωμένο δάσος της Λέσβου) – geopark na greckiej wyspie Lesbos utworzony w 2004 roku.

## Historia
Pierwsze informacje o Skamieniałym Lesie na Lesbos można znaleźć w dziełach żyjącego w III w. p.n.e. Teofrasta z Eressos. Kolejnym badaczem był austriacki botanik Franz Unger (1800–1870), który w 1862 roku odwiedził wyspę i opisał skamieniałe pnie w swoich książkach oraz artykułach.
Geopark na greckiej wyspie Lesbos, obejmujący Skamieniały Las zajmuje teren o powierzchni 150 km². Znajdują się tam skrzemieniałe pnie drzew iglastych i owocowych. Są one pozostałością subtropikalnego lasu sprzed ok. 18.5 milionów lat temu, a który zachował się bo został pokryty lawą i popiołem wulkanicznym podczas erupcji okolicznych wulkanów. Podczas opadów deszczu, które nastąpiły wkrótce po erupcjach popiół zamienił się w błoto z materiałem piroklastycznym. Przemieszczało się ono i niszczyło las w zachodniej części Lesbos składający się z potężnych sekwoi, sosen, dębów i drzew iglastych. Na terenie Geoparku można zobaczyć zarówno stojące skamieniałe karpie drzew, jak i leżące 20-metrowe pnie. Zachowały się nie tylko drzewa, ale cały ekosystem obejmujący gałęzie, owoce i liście. Odkryto tu skamieniałości Prodeinotherium bavaricum ssaka lądowego żyjącego 19 milionów lat temu w Grecji.
W 1985 roku Skamieniały Las został ogłoszony pomnikiem przyrody(dekret prezydencki 443/85). W 2004 roku został włączony do Światowej Sieci Geoparków UNESCO. W 1994 roku w Sigri otwarto Muzeum Historii Naturalnej Skamieniały Las na Lesbos, którego zadaniem jest badanie i ochrona skamieniałego lasu.
W 2014 roku Skamieniały Las na Lesbos został wpisany na listę informacyjną światowego dziedzictwa UNESCO.